# Admission control
Admission Control (tiếng Anh, tạm dịch nghĩa là Kiểm soát thu nhận) là một quá trình xác nhận trong các hệ thống thông tin liên lạc, trong đó việc kiểm tra được thực hiện trước khi một kết nối được tạo lập. Việc kiểm tra này nhằm xem thử các tài nguyên hiện tại có đủ đáp ứng cho kết nối được đề nghị hay không.

## Các hệ thống admission control
- Asynchronous Transfer Mode
- Audio Video Bridging sử dụng Stream Reservation Protocol
- IEEE 1394
- TCP/IP sử dụng các integrated service
- Public switched telephone network